# Millvina Dean
Eliza Gladys »Millvina« Dean, britanska javna uslužbenka in kartografinja, * 2. februar 1912, Branscombe, Združeno kraljestvo, † 31. maj 2009, Ashurst, Združeno kraljestvo. 
Milvina Dean je bila zadnja preživela potnica s Titanica, umrla je v starosti 97 let. V času potopa, ko je bila stara 2 meseca, je bila tudi najmlajša potnica na krovu. Potovala je s svojimi starši in svojim bratom v ZDA, kjer so hoteli odpreti tobačno trgovino, a ker je oče Millvine Dean umrl v nesreči, se je družina kmalu vrnila v Anglijo.
Dean je prejela izobraževanje, ki so ga financirale dobrodelne organizacije, namenjene preživelim potopa Titanica, nato je zasedla različne poklice: uslužbenka mehaničnega podjetja, pomočnica v tobačni trgovini, tajnica in med drugo svetovno vojno kartografinja.
Med leti 1980 in 1989, ko se je število preživelih ljudi nesreče zmanjševalo, se je pozornost postopoma usmerila k Milvini Dean, ki je sodelovala pri mnogih dogodkih, povezanih s Titanicom, kot so otvoritve muzejev in razstav ter na konvencijah. Bila je v več televizijskih dokumentarcih in je prejela tudi veliko količino pisem v zvezi z nekaterimi občutljivimi temami, kot so raziskovanje razbitine Titanica in obnavljanje predmetov. 
Leta 2009 so zdravstvene težave in finančne težave Milvino Dean prisilile, da se je spoprijela z določenimi spomini. Prejela je tudi velike donacije Jamesa Camerona, Leonarda DiCaprija in Kate Winslet (režiserja in glavnih igralcev filma Titanika). Dean je umrla zaradi pljučnice v nedeljo, 31. maja 2009, v starosti 97 let. Njeno truplo je bilo kremirano, pepel pa po njenih željah raztresen v morje pred pomolom ladij razreda Olympic v Southamptonu, od koder je Titanic odplul na svojo prvo in edino plovbo. 